# George Akpabio
George Akpabio (* 16. November 1992 in Jos) ist ein nigerianischer Fußballspieler.

## Karriere
Akpabio erlernte das Fußballspielen in der Nachwuchsabteilung von Plateau United und wurde hier 2011 in die erste Männermannschaft aufgenommen. Nach seiner ersten Saison wurde er vom südafrikanischen Verein Ajax Cape Town verpflichtet. Hier spielte er bis zum Sommer 2014 und wurde in dieser Zeit an Vasco da Gama und den Chippa United FC ausgeliehen. 2014 wechselte er dann zum Chippa United FC.
In der Sommertransferperiode 2015 wurde er in die türkische TFF 1. Lig zu Yeni Malatyaspor transferiert.